# Onno Klopp
Onno Klopp (Leer, 9 de octubre de 1822–Penzing, 9 de agosto de 1903) fue un historiador alemán, reconocido principalmente por su obra Der Fall des Hauses Stuart (La caída de la casa de Estuardo), considerada el relato más completo existente sobre los últimos Estuardo. Destacó también por ser uno de los pocos historiadores alemanes en criticar abiertamente a Federico el Grande.

## Biografía
Klopp cursó estudios en las universidades de Bonn, Berlín y Gotinga entre 1841 y 1845. Tras completar su formación, trabajó como profesor en su ciudad natal de Leer y en Osnabrück. En 1858 se estableció en Hannover, donde trabó amistad con el rey Jorge V de Hannover, quien lo nombró su archivista personal.
Ferviente opositor a la hegemonía prusiana, compartía con el monarca hannoveriano su rechazo a las políticas expansionistas del Imperio alemán. Tras la anexión de Hannover por Prusia en 1866, Klopp acompañó a Jorge V al exilio en Hietzing, Austria. En 1874 se convirtió al catolicismo. Falleció en 1903 en Penzing, cerca de Viena.

## Obras
Onno Klopp es especialmente conocido por Der Fall des Hauses Stuart (Viena, 1875–1888), una extensa obra en varios volúmenes que documenta minuciosamente el declive de la dinastía Estuardo. Su visión crítica hacia Prusia se refleja en obras como Der König Friedrich II. und seine Politik (Schaffhausen, 1867) y Geschichte Ostfrieslands (Hannover, 1854–1858).
Otras publicaciones relevantes incluyen:
- Der dreißigjährige Krieg bis zum Tode Gustav Adolfs (Paderborn, 1891–1896)
- Una edición revisada de Tilly im Dreißigjährigen Krieg (Stuttgart, 1861)
- König Georg V. (Hannover, 1878), biografía de Jorge V de Hannover
- Vom Jahre 1683 (1882)
- Philipp Melanchthon (Berlín, 1897)
- Corrispondenza epistolare tra Leopoldo I imperatore ed il P. Marco d’Aviano cappuccino (Graz, 1888)

Klopp también escribió en defensa del rey Jorge V y su derecho al trono de Hannover, como lo demuestra su Offizieller Bericht über die Kriegsereignisse zwischen Hannover und Preussen im Juni 1866 (Viena, 1867). 
Asimismo, editó una importante colección de las obras de Leibniz en once volúmenes.